# Erwin Menny
Erwin Menny (Sarrebourg, 18 agosto 1893 – Friburgo in Brisgovia, 6 dicembre 1949) è stato un generale tedesco della Wehrmacht durante la seconda guerra mondiale che ha comandato molte divisioni differenti, ed è stato decorato con la Croce di Cavaliere della Croce di Ferro.

## Biografia

### I primi anni
Figlio di Max Menny, amministratore civile del cantone di Château-Salins, e di Frieda Duderstadt, Erwin Menny nacque a Sarrebourg in Lorena, il 18 agosto 1893. Questa zona del distretto della Lorena era allora un settore fortemente militarizzato dall'Impero tedesco in quanto conteso storicamente con la vicina Francia. Il 29 giugno 1912, il giovane Erwin intraprese la carriera militare entrando nel 22º reggimento di dragoni "Prinz Karl" a Mulhouse in Alsazia.

### La prima guerra mondiale
Dal novembre del 1914 all'ottobre del 1917, il giovane ufficiale comandò il 3º battaglione del 4º reggimento di fanteria "Prinz Wilhelm" del Baden, n. 112. Il 13 ottobre 1917, tornò al suo reggimento d'origine, il "Prinz Karl", del quale venne nominato capo del 3º squadrone. Il 22 gennaio 1918, ottenne il comando del 2º squadrone. Dal 23 luglio 1918 al 20 settembre 1918, venne affidato alla 229ª brigata di fanteria. Il 21 settembre di quello stesso anno, tornò per qualche giorno al suo reggimento d'origine, poi venne nominato membro dello stato maggiore della 28ª divisione di riserva.

### Il periodo tra le due guerre
Tra le due guerre, nel 1919, Menny venne distaccato a Reichenbach am Heuberg. Comandò quindi una sezione del 14º reggimento di cavalleria d'istanza a Ludwigslust, oltre al 113º reggimento di cavalleria di Stoccarda. Nel 1920, venne assegnato al 18º reggimento di cavalleria a Bad Cannstatt. Comandò quindi una sessione di trasmissioni a Monaco di Baviera. Menny venne promosso Rittmeister (capitano di cavalleria) nel 1924. Nell'ottobre del 1928, comandò il 4º squadrone del 18º reggimento di cavalleria di stanza a Ludwigsburg. Quattro anni più tardi, venne assegnato allo stato maggiore della 3ª divisione di cavalleria a Weimar. Promosso maggiore, nell'aprile del 1934, Menny comandò una Kraftfahr-Abteilung presso Hamm, oltre ad una Panzerabwehr-Abteilung. Nel maggio del 1936, ottenne il comando della Panzerabwehr-Abteilung 35 a Karlsruhe. Menny venne promosso tenente colonnello il 1 agosto 1937. Il 10 novembre 1938, venne nominato comandante della 18ª Panzerabwehr-Truppen. Promosso colonnello nell'aprile del 1939, comandò l'81° Schützen-Ersatz-Regiments a partire dal 26 agosto 1939.

### La seconda guerra mondiale
Dopo la dichiarazione di guerra, il colonnello Menny venne posto alla testa dell'81° Schützen-Ersatz-Regiments. Il 12 maggio 1940, ottenne il comando del 69° Schützen-Regiments. Il 15 aprile 1941, prese il comando della 15ª Schützen-Brigade. Dal 6 all'8 dicembre 1941, comandò ad interim la 15^ Panzerdivision. Erwin Menny venne promosso maggiore generale dal 1º aprile 1942. Dal 18 giugno al 19 giugno 1942, comandò ad interim la 90^ Leichten Afrika-Division. Dal 15 luglio 1942 al 15 settembre di quello stesso anno, venne posto in riserva in fureria.
Al suo ritorno, il 31 dicembre 1942, il generale Menny comandò la 18ª Panzerdivision. Il 6 maggio 1943, ottenne il comando della 387ª divisione di fanteria. Il 10 luglio 1943, ottenne il comando della 333ª divisione di fanteria. Il 1º ottobre, Erwin Menny venne promosso generale di divisione. Il 17 ottobre, comandò la 123ª divisione di fanteria. Comandante della 72ª divisione di fanteria nel novembre del 1943, venne posto nuovamente in riserva in fureria dal 20 novembre 1943 al 10 febbraio del 1944. Tornato nuovamente al servizio attivo, il generale Menny venne affidato al comando dell'84ª divisione di fanteria. Il 21 agosto 1944, venne fatto prigioniero dagli Alleati dopo la battaglia di Normandia, non lontano da Magny.
Erwin Menny venne liberato il 14 luglio 1947. Si sposò nel 1949, ma morirà il 6 dicembre di quello stesso anno a Friburgo in Brisgovia.